# Alegorický dvojportrét Bartholomea Sprangera a jeho zesnulé choti Christiny

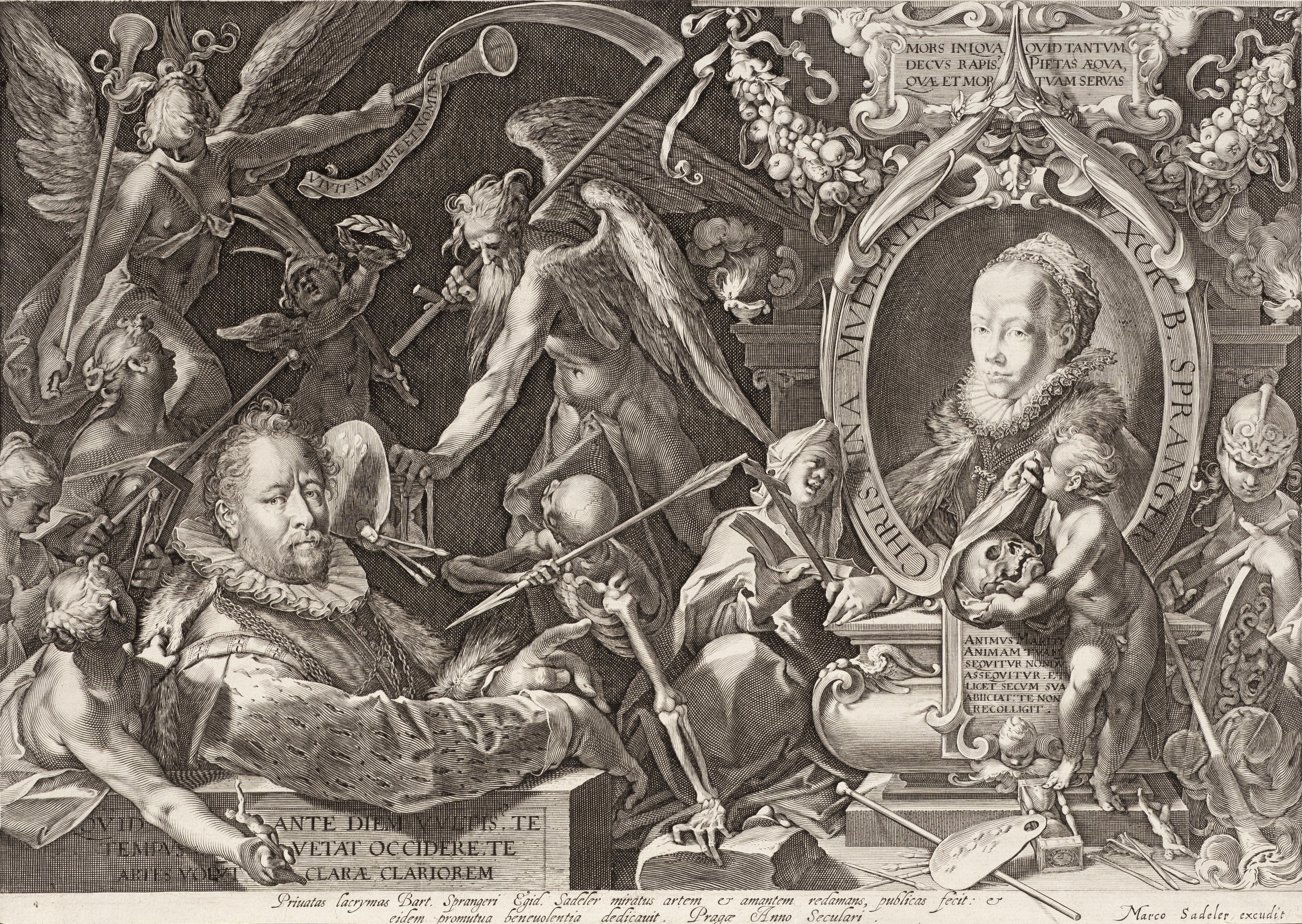
Aegidius Sadeler: Alegorický dvojportrét Bartholomea Sprangera a jeho zesnulé choti Christiny (Národní galerie Praha)

Alegorický dvojportrét Bartholomea Sprangera a jeho zesnulé choti Christiny je mědiryt Aegidia Sadelera z roku 1600, který Sadeler věnoval jako epitaf Christiny Müllerové svému příteli, malíři Bartholomeu Sprangerovi. Rytina je jedním z nejproslulejších děl rudolfinského manýrismu. Je součástí sbírky grafiky a kresby Národní galerie v Praze.

## Popis a zařazení
Mědiryt 290 × 411 mm, II. stav. Pochází ze sbírek Dietrichsteinů na zámku Libochovice, Inv. č. R 155116.
V listu je vepsáno věnování Aegidiuse Sadelera, ze kterého lze vyvozovat, že jeho autorským vkladem nebylo pouhé převedení malířské předlohy Bartholomea Sprangera do mědirytu. V kompozici, která má prostorovou hloubku, vyryl alegorické postavy reprezentující různé druhy umění a slávu, které smrt ani neúprosný čas nemohou zničit.
Na pravé straně je realistický portrét Sprangerovy zemřelé ženy Christiny Müllerové v mladistvém věku na zdobeném sarkofágu, umístěný pod kartuší s nápisem. Odpovídá její podobizně na Epitafu pražského zlatníka Mikuláše Müllera, který Spranger namaloval počátkem 90. let 16. století. O jejích vynikajících vlastnostech vypovídají ženské postavy zastupující Zbožnost a bohyni Minervu, zosobnění moudrosti a ctnosti. Malý chlapec s obrácenou uhašenou pochodní, který odhaluje lebku v náručí jako Memento mori, představuje boha smrti Thanatose. Nápisem na přední straně sarkofágu a odhozenou paletou s málštokem se malíř obrací k zemřelé s vědomím, že žádné jeho síly ani obětování vlastního umění ji nemohou navrátit do života.
Bartholomeus Spranger na levé straně epitafu hledí na diváka a prstem ukazuje ke své zesnulé manželce. Opírá se o sokl, na kterém nápis sděluje Boží vůli, aby malíř ještě žil a vytvořil slavná díla. Smrt, která na něj míří šípem, se ohlíží na boha Chronose, který v ruce drží přesýpací hodiny, kde ještě čas běží. K alegorickým postavám Malířství, Sochařství a Architektury za malířovými zády se obrací letící bohyně Fáma, která nese nápis VIVIT NUMINE ET NOMINE (Žije s Boží vůlí a svým jménem).
Celá ikonografie grafického listu je nadčasovým poselstvím, které vybízí k úvahám nad smrtelností člověka, významu vzájemné lásky a umělecké tvorby v lidském životě.
Grafický list je také součástí sbírky Muzea hlavního města Prahy.